# マンガのくに (東京12チャンネル)
『マンガのくに』は、日本科学技術振興財団テレビ事業本部→東京12チャンネル（現・テレビ東京）で放送されていたテレビアニメ（アニメ放送枠）。放送期間は1967年4月10日（月曜）から1980年3月までと、1980年10月6日から1989年9月28日までの2期。当初はモノクロ放送だったが、1968年4月1日からカラー放送となった。1967年4月10日の第1回放送のタイトルは『マンガのくに・トレーラーで行こう』である。同週の番組欄では4/14（金）マンガのくに「村のなまけもの」ほか、4/15（土）マンガのくに「魔法の帽子」ほか と記載。

## 第1期
開始当初は、月曜日 - 土曜日 18:45 - 19:00の15分枠で海外アニメの再放送を行っていたが（1971年2月 - 7月間の月曜は19:05に拡大）、1977年4月の番組再編で月曜 - 金曜 18:45 - 19:15および土曜18:30 - 19:00の30分枠となり、『ペネロッピー絶体絶命』、『スカイキッドブラック魔王』、『ブッチのムキムキ大作戦』、『かわいい魔女サブリナ』、『チキチキマシン猛レース』などのハンナ・バーベラ作品や、『ポパイ』、『バッグス・バニー』、『それゆけ珍探偵ハウンドキャッツ』などキング・フィーチャーズ・シンジケート作品の海外アニメを放送していた。1978年4月頃から大杉久美子、コロムビアゆりかご会の歌うOPテーマ「おいかけロック」（作詞：伊藤アキラ 作編曲：小森昭宏）も流れるようになった。
・エンディングのタイトルは左書きではなくなぜか右書きで、つまり　〝にくのガンマ”と表記されていた。

### 主な放送作品
1977年4月以降の放送作品は全て判明したが、1977年3月以前の放送はポパイを除き不明。
| 作品タイトル                                        | 放送日                                                                 | 備考                                                             |
| --------------------------------------------------- | ---------------------------------------------------------------------- | ---------------------------------------------------------------- |
| 題名不明の短編作品                                  | 1967年4月10日 - ?                                                      | 原題は不明。                                                     |
| 不明                                                | 1971年8月ごろ                                                          | [声] 堀絢子、京千枝子                                            |
| 不明                                                | 1972年4月 - 7月                                                        | 小林修、江美京子、木村幌が出演。                                 |
| ポパイ                                              | 1972年秋 - 1973年冬                                                    | 浦野光版                                                         |
| リッピーとハーディー                                |                                                                        |                                                                  |
| 突貫カメ君                                          | 1975年頃                                                               |                                                                  |
| ワニのワリー                                        |                                                                        |                                                                  |
| スーパースリー                                      |                                                                        |                                                                  |
| 宇宙わんぱく隊                                      |                                                                        |                                                                  |
| 宇宙怪人ゴースト                                    | 不明                                                                   |                                                                  |
| Krazy Kat                                           | 不明                                                                   |                                                                  |
| ルーニーテューンズ                                  | 不明                                                                   | バッグス・バニーなどを放送。 1977年より前の放送の可能性あり      |
| ディック・トレイシー                                | 不明                                                                   |                                                                  |
| アーチーでなくちゃ!                                 |                                                                        |                                                                  |
| 幽霊城のドボチョン一家                              |                                                                        |                                                                  |
| まんがファニー                                      | ?                                                                      |                                                                  |
| スーパー6                                           | ?                                                                      |                                                                  |
| 騎馬警官ダドリー・ドゥーライト                      | 不明                                                                   | 2本目にクロンダイク・キャットと王とオデイをどちらか放送。        |
| スーパーチキン                                      | 不明                                                                   |                                                                  |
| タキシード・ペンギン                                | 不明                                                                   |                                                                  |
| 新兵ベイリー                                        | 不明                                                                   |                                                                  |
| ゆかいなターザン                                    | ?                                                                      |                                                                  |
| がんばれマグー                                      | ?                                                                      | 1961年のアニメ『Quincy Magoo』を放送。                           |
| キャプテン・ブリープ                                | ?                                                                      |                                                                  |
| マンガで行こう！                                    | ?                                                                      | 探偵ハウンドと相棒のチワワが事件を解決するアニメ。               |
| ピンクパンサー                                      | ?                                                                      | 新作分も含めた再放送                                             |
| 警部でゴジャール                                    | ?                                                                      | 新作分も含めた再放送                                             |
| ゴー・ゴー・インディアン                            | ?                                                                      |                                                                  |
| それゆけ珍探偵ハウンドキャッツ                      | 1977年4月1日 - 4月15日 1978年8月28日 - 9月12日                         |                                                                  |
| ペネロッピー絶体絶命                                | 1977年4月16日 - 5月5日 1978年9月14日 - 10月2日                         |                                                                  |
| 弱虫クルッパー                                      | 1977年5月6日 - 5月25日 1978年12月4日 - 12月26日                        |                                                                  |
| くまくんトリオ大脱走                                | 1977年5月26日 - 6月13日                                                |                                                                  |
| ピッピーの宇宙大冒険                                | 1977年6月14日 - 7月1日 1979年1月18日 - 2月8日                          |                                                                  |
| ほえよ!0011                                         | 1977年7月2日 - 7月20日                                                 |                                                                  |
| チキチキマシン猛レース                              | 1977年7月21日 - 8月9日 1977年9月24日 - 1977年10月13日                  | 1977年9月から10月までは『ブラック魔王空の猛レース』              |
| 爆走クルマくん                                      | 1977年8月10日 - 8月24日 1979年1月6日 - 3月31日                         |                                                                  |
| おかしなおかしな原始家族                            | 1977年8月25日 - 9月23日                                                | 1回だけ放送事故（サマンサの回）がある。 フレッドの声優は大平透。 |
| 爆走バギー大レース                                  | 1977年10月14日 - 11月1日                                               |                                                                  |
| ビチ探偵の大冒険                                    | 1977年11月2日 - 11月16日 1978年10月7日 - 12月30日                      |                                                                  |
| ドラドラ子猫とチャカチャカ娘                        | 1977年11月17日 - 12月5日 1979年2月28日 - 3月21日                       |                                                                  |
| 新弱虫クルッパー                                    | 1977年12月6日 - 1977年12月31日                                         | 「The Scooby doo Show」を放送                                    |
| ドラ猫大将                                          | 1978年1月2日 - 2月6日                                                  |                                                                  |
| かわいい魔女サブリナ                                | 1978年2月7日 - 3月14日 1978年10月27日 - 12月1日                        | 1978年10月からのラテ欄では「ゆかいな魔女サブリナ」               |
| わんぱくジョーズ                                    | 1978年3月15日 - 4月3日                                                 | 塩屋翼が出演している海外アニメ                                   |
| ブッチのムキムキ大作戦                              | 1978年4月4日 - 4月18日 1979年5月14日 - 5月30日                         | 本放送時のタイトルは「やったぜムキムキ大作戦」。                 |
| スピードローラー猛レース                            | 1978年4月19日 - 5月6日                                                 |                                                                  |
| ドボチョン一家の幽霊旅行                            | 1978年5月8日 - 5月26日                                                 |                                                                  |
| 珍犬探偵ダイナマット                                | 1978年5月27日 - 6月19日                                                |                                                                  |
| 宇宙スーパートリオ                                  | 1978年6月20日 - 7月4日 1979年7月28日 - 9月29日                         | 1979年度において、マンガのくに 土曜日版での最終作品              |
| おとぼけ探偵団の大冒険                              | 1978年7月5日 - 7月22日 1979年4月7日 - 7月21日                          |                                                                  |
| 快傑ウッドペッカー                                  | 1978年7月24日 - 8月26日                                                |                                                                  |
| 大魔王シャザーン                                    | 1978年10月3日 - 10月26日                                               |                                                                  |
| いたずら動物園                                      | 1978年12月27日 - 1979年1月17日                                         |                                                                  |
| 変身ジャンボと冒険トリオ                            | 1979年2月9日 - 2月27日                                                 |                                                                  |
| 逃げろや逃げろ大レース                              | 1979年3月22日 - 4月17日                                                | ラムジーちゃんも放送。                                           |
| 超人バードマン                                      | 1979年4月18日 - 5月11日                                                |                                                                  |
| ムクムクおやじとゴーゴー娘                          | 1979年5月31日 - 6月27日                                                |                                                                  |
| 魔女っ子家族ファニー                                | 1979年6月28日 - 7月16日                                                | 海外アニメ化と思われる作品                                       |
| まんがオールスター おもしろオリンピック             | 1979年7月17日 - 8月20日                                                | ラテ欄での邦題「世界だよ おもしろオリンピック」                  |
| クマゴローの宇宙猛レース                            | 1979年8月21日 - 9月7日 1979年9月10日 - 9月26日 1979年9月27日 - 9月29日 | 1979年9月10日 - 9月26日の放送では「クマゴローの珍パトロール」    |
| 新弱虫クルッパースペシャル 暗闇でドッキリ幽霊やしき | 1979年10月1日                                                          | 「The Scooby doo Movies」を放送                                  |
| ジャングル大帝                                      | 1979年10月2日・3日                                                     | 「マンガのくに大会」での放送、選ばれた話数は不明。               |
| わんわん忠臣蔵                                      | 1979年10月4日・5日                                                     | 「マンガのくに大会」として18時45分 - 19時30分に放送。            |
| 黄金バット                                          | 1979年10月8日 - 11月16日                                               | 日本アニメ作品のレギュラー放送。                                 |
| 小さなバイキングビッケ                              | 1979年11月17日 - 1980年2月6日                                          |                                                                  |
| ハクション大魔王                                    | 1980年2月7日 - 3月28日                                                 | 30分版マンガのくに(第1期)での最終作品                            |

## 第2期
1980年10月6日から半年ぶりに復活し、放送枠を18:30 - 19:00に移動して、日本製アニメの再放送枠に変更した。中でも1987年に再放送した『天才バカボン』『元祖天才バカボン』は、同時間帯で視聴率がトップになる程の高視聴率を獲得し、赤塚不二夫人気が再燃するきっかけとなった。
なお金曜放送は1985年4月限りで打ち切った。
- 1982年3月1日からは18:54に『楽しいのりもの百科』が設置されたため、18:25 - 18:54に移動したが、『のりもの百科』が18:25に移動した1983年1月4日からは、元の枠に戻った。
- これらの再放送は、AパートとBパートの間に提供スポンサー交代のためのクレジットがあるため、ストーリーの一部がカットされる事が多かった。
- また、主題歌や副主題歌の最後には製作会社名に加え本放送時のテレビ局名が入ることが多いため、最後の部分は「青い画面に製作会社名だけを白字で大きく書いた」画面に変更している。ただしプロデューサー名はそのまま放送、また（一部を除く）読売テレビ制作作品や朝日放送制作作品はそのまま放送された。

### 放送作品一覧
| 放送作品                               | 放送期間 (加筆求む) | 備考 |
| -------------------------------------- | ------------------- | --- |
| まんが猿飛佐助                         | 1980年              | |
| ハクション大魔王                       | 1980年-1981年       | |
| けろっこデメタン                       | 1981年              | |
| 樫の木モック                           | 1981年              | |
| 破裏拳ポリマー                         | 1981年              | |
| 新造人間キャシャーン                   | 1981年              | |
| カルピスまんが劇場版アンデルセン物語   | 1981年              | |
| 小さなバイキング ビッケ                | 1981年-1982年       | |
| 風船少女テンプルちゃん                 | 1982年              | |
| ポールのミラクル大作戦                 | 1982年              | |
| ガンバの冒険                           | 1982年              | |
| ジムボタン                             | 1982年              | |
| まんが・わんぱく大昔クムクム           | 1982年              | 新聞のラジオ・テレビ欄は第1話からこのタイトルで記載された。 |
| 冒険コロボックル                       | 1982年              | |
| アンデス少年ペペロの冒険               | 1982年              | OPは「放送番組センター」バージョン。 |
| 星の子チョビン                         | 1982年-1983年       | |
| 破裏拳ポリマー                         | 1983年              | |
| けろっこデメタン                       | 1983年              | |
| ジャングル大帝（第1作）                | 1983年              | 第8話「きちがい雲」は「バッタの襲撃」に改題して放送。 |
| ジャングル大帝 進めレオ!               | 1983年              | |
| 一発貫太くん                           | 1983年              | |
| タイガーマスク                         | 1983年-1984年       | 読売テレビ制作作品ではあったが、ラスト近くの「タイガーが走り、伊達直人が自動車を走らせる」場面はサブタイトル画面に差し替えた（制作クレジット以外に差し替える珍しいパターン） |
| ろぼっ子ビートン                       | 1984年              | |
| はじめ人間ギャートルズ                 | 1984年              | |
| めちゃっこドタコン                     | 1984年              | |
| ひみつのアッコちゃん（第1作）          | 1984年-1985年       | |
| とんでモン・ペ                         | 1985年              | OPは静止画だが、BGMにOPテーマ『アニマルロックンロール』を使用。 |
| ダッシュ勝平                           | 1985年              | |
| ななこSOS                              | 1985年              | OPは静止画だが、BGMにOPテーマ『オレンジのダンシング』を使用、またその静止画は手書きだった。                                                                                  |
| 一発貫太くん                           | 1985年              | |
| アタックNo.1（アニメ版）               | 1986年              | |
| いなかっぺ大将                         | 1986年              | |
| ベルサイユのばら                       | 1986年              | 2度再放送。2度目は本枠の最終作品。 |
| はいからさんが通る                     | 1987年-1988年       | 朝日放送制作作品ではあったが、EDの制作クレジットはブルーバック・制作会社（日本アニメーション）に差し替え。                                                                   |
| リボンの騎士                           | 1987年              | |
| 天才バカボン                           | 1987年              | |
| 元祖天才バカボン                       | 1987年              | この再放送がきっかけで、『平成天才バカボン』が放送された。 |
| エースをねらえ!（テレビアニメ版）      |                     | |
| 国松さまのお通りだい                   |                     | OP冒頭の「国松・アー坊・メガネ・おチャラの行進」と、ED前半（1番）はカット。                                                                                                  |
| ど根性ガエル（アニメ版）               | 1988年              | |
| さすがの猿飛                           | 1988年-1989年       | 1989年は「昭和64年」だった1月4日と1月5日にも放送された（1月6日は金曜なので再放送されず）。                                                                                   |
| ドテラマン                             | 1989年              | 1989年 音声はフィルムの光学トラックが用いられたため、目玉となる「音声多重放送」は出来なかった。                                                                              |
| 魔法のプリンセス ミンキーモモ（第1作） | 1989年              | |
| ベルサイユのばら                       | 1989年              | |

（参考：『下野新聞 縮刷版』下野新聞社、1980年10月 - 1989年9月。、ラジオ・テレビ欄）

## 備考
- 30分枠に拡大されてから、「おいかけロック」よりも前に別のオープニングテーマ「どうしよう　どうしよう」があった（作詞・作曲・歌は不明）。なお、オープニング映像は双方ともに、動物たちがカーレースをするものだった。
- 「おいかけロック」は長きにわたってCD化されていなかったが、2010年5月19日発売のCD-BOX『大杉久美子 40th Anniversary Box』（コロムビアミュージックエンタテインメント）のDISC4にB面「動物くらべっこ」（作詞・作曲・歌は同じ）とともに収録され、32年ぶりに日の目を見た。  ・エンディングのタイトルは左書きではなくなぜか右書きで、つまり　〝にくのガンマ”と表記されていた。